# Sergueï Chervyakov
Sergey Vassilyevich Chervyakov (en russe : Серге́й Васиӆьевич Червяко́в), né le 12 janvier 1959 à Lysva, est un coureur soviétique du combiné nordique.

## Biographie
Aux Jeux olympiques d'hiver de 1984, il se classe douzième de l'épreuve de combiné.
Pour ses troisièmes et derniers championnats du monde en 1987, il prend la médaille de bronze à l'épreuve par équipes. En 1985, il s'est classé dixième en individuel.
Dans la Coupe du monde, il obtient son meilleur résultat en décembre 1986 à Oberwiesenthal, où il est quatrième.

## Palmarès

### Jeux olympiques
| Épreuve / Édition | Sarajevo 1984 |
| Individuel        | 12e           |

### Championnats du monde
| Épreuve / Édition | Oslo 1982 | Seefeld 1985 | Oberstdorf 1987 |
| Individuel        |           | 10e          |                 |
| Par équipes       | 5e        |              | Bronze          |

### Coupe du monde
- Meilleur classement général : 20e en 1987.
- Meilleur résultat individuel : 4e.

#### Différents classements en Coupe du monde
| Année | Classement général final |
| 1984  | 21e                      |
| 1985  | 32e                      |
| 1986  | 22e                      |
| 1987  | 20e                      |